# Zadeklino
Zadeklino est une localité polonaise de la gmina rurale de Kozielice située dans le powiat de Pyrzyce en voïvodie de Poméranie-Occidentale. Elle se situe à environ 6 km au sud-ouest de Pyrzyce et 39 km au sud-est de la capitale régionale Szczecin. Sa population est de 13 habitants.

## Géographie

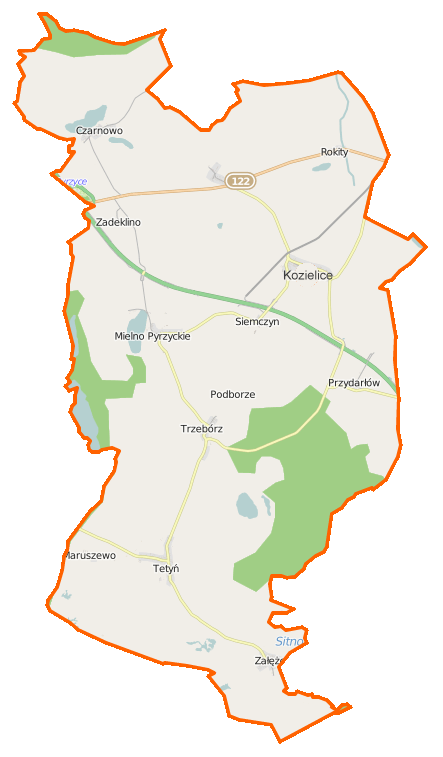
Carte de la gmina de Kozielice.